# Lithobius troglomontanus
Lithobius troglomontanus är en mångfotingart som först beskrevs av Folkmanová 1940.  Lithobius troglomontanus ingår i släktet Lithobius och familjen stenkrypare.
Artens utbredningsområde är Bosnien. Inga underarter finns listade i Catalogue of Life.